# Penrosada lisa
Penrosada lisa är en fjärilsart som beskrevs av Gustav Weymer 1911. Penrosada lisa ingår i släktet Penrosada och familjen praktfjärilar. Inga underarter finns listade i Catalogue of Life.